# Kabinett Li Qiang
Das Kabinett Li Qiang bildet seit dem 12. März 2023 die Regierung der Volksrepublik China. 

## Regierungsmitglieder
| Amt                                                                                    | Bild                               | Name                                                                       |
| -------------------------------------------------------------------------------------- | ---------------------------------- | -------------------------------------------------------------------------- |
| Ministerpräsident                                                                      |                                    | Li Qiang                                                                   |
| Vizeministerpräsidenten                                                                |                                    | Ding Xuexiang                                                              |
| Vizeministerpräsidenten                                                                | He Lifeng                          |                                                                            |
| Vizeministerpräsidenten                                                                | Zhang Guoqing                      |                                                                            |
| Vizeministerpräsidenten                                                                | Liu Guozhong                       |                                                                            |
| Staatsrat                                                                              |                                    | Li Shangfu (bis 24. Oktober 2023)                                          |
| Verteidigungsminister                                                                  |                                    | Li Shangfu (bis 24. Oktober 2023)                                          |
|                                                                                        | Dong Jun (ab 29. Dezember 2023)    |                                                                            |
| Staatsrat und Minister für öffentliche Sicherheit                                      |                                    | Wang Xiaohong                                                              |
| Staatsrat, Generalsekretär des Staatsrates und Leiter des Generalbüros des Staatsrates |                                    | Wu Zhenglong                                                               |
| Staatsrat                                                                              |                                    | Shen Yiqin                                                                 |
| Staatsrat                                                                              |                                    | Qin Gang (Staatsrat bis 24. Oktober 2023, Außenminister bis 25. Juli 2023) |
| Außenminister                                                                          |                                    | Qin Gang (Staatsrat bis 24. Oktober 2023, Außenminister bis 25. Juli 2023) |
|                                                                                        | Wang Yi (seit 25. Juli 2023)       |                                                                            |
| Vorsitzender der Staatlichen Kommission für Entwicklung und Reform                     |                                    | Zheng Shanjie                                                              |
| Minister für Bildung                                                                   |                                    | Huai Jinpeng                                                               |
| Minister für Wissenschaft und Technologie                                              |                                    | Wang Zhigang (bis 24. Oktober 2023)                                        |
| Minister für Wissenschaft und Technologie                                              | Yin Hejun (ab 24. Oktober 2023)    |                                                                            |
| Minister für Industrie und Informationstechnik                                         |                                    | Jin Zhuanglong                                                             |
| Direktor der Staatlichen Kommission für ethnische Angelegenheiten                      |                                    | Pan Yue                                                                    |
| Minister für Staatssicherheit                                                          |                                    | Chen Yixin                                                                 |
| Minister für zivile Angelegenheiten                                                    |                                    | Tang Dengjie (bis 29. Dezember 2023)                                       |
| Minister für zivile Angelegenheiten                                                    | Lu Zhiyuan (ab 29. Dezember 2023)  |                                                                            |
| Justizministerin                                                                       |                                    | He Rong                                                                    |
| Finanzminister                                                                         |                                    | Liu Kun (bis 24. Oktober 2023)                                             |
| Finanzminister                                                                         | Lan Fo'an (ab 24. Oktober 2023)    |                                                                            |
| Ministerin für Humanressourcen und soziale Sicherheit                                  |                                    | Wang Xiaoping                                                              |
| Minister für natürliche Ressourcen                                                     |                                    | Wang Guanghua (bis 25. Dezember 2024)                                      |
| Minister für natürliche Ressourcen                                                     | Guan Zhi'ou (ab 25. Dezember 2024) |                                                                            |
| Minister für Ökologie und Umweltschutz                                                 |                                    | Huang Runqiu                                                               |
| Minister für Wohnungsbau und Stadt-Land-Entwicklung                                    |                                    | Ni Hong                                                                    |
| Verkehrsminister                                                                       |                                    | Li Xiaopeng                                                                |
| Minister für Wasserwirtschaft                                                          |                                    | Li Guoying                                                                 |
| Minister für Landwirtschaft und ländliche Angelegenheiten                              |                                    | Tang Renjian (bis 13. September 2024)                                      |
| Minister für Landwirtschaft und ländliche Angelegenheiten                              | Han Jun (ab 13. September 2024)    |                                                                            |
| Handelsminister                                                                        |                                    | Wang Wentao                                                                |
| Minister für Kultur und Tourismus                                                      |                                    | Hu Heping (bis 29. Dezember 2023)                                          |
| Minister für Kultur und Tourismus                                                      | Sun Yeli (ab 29. Dezember 2023)    |                                                                            |
| Direktor der Nationalen Gesundheitskommission                                          |                                    | Ma Xiaowei (bis 6. Mai 2024)                                               |
| Direktor der Nationalen Gesundheitskommission                                          | Lei Haichao (ab 6. Mai 2024)       |                                                                            |
| Minister für Veteranenangelegenheiten                                                  |                                    | Pei Jinjia                                                                 |
| Ministerium für Katastrophenschutz                                                     |                                    | Wang Xiangxi                                                               |
| Gouverneur der Chinesischen Volksbank                                                  |                                    | Yi Gang (bis 25. Juli 2023)                                                |
| Gouverneur der Chinesischen Volksbank                                                  | Pan Gongsheng (ab 25. Juli 2023)   |                                                                            |
| Leiter des Nationalen Rechnungsprüfungsamtes                                           |                                    | Hou Kai                                                                    |